# Ertsgebergte
Het Ertsgebergte (Duits: Erzgebirge, Tsjechisch: Krušné horyⓘ) is een bergketen in Duitsland (Saksen) en Tsjechië die over een lengte van 150 kilometer de grens tussen de twee landen vormt. Het dankt zijn naam aan de rijkdom aan ertsen die er lange tijd gedolven werden. Sinds 2019 staat het mijngebied in dit gebergte (de Montanregion) op de Unesco-Werelderfgoedlijst.
De hoogste punten bevinden zich in het westelijke gedeelte van het Ertsgebergte. De Klínovec (1244 m) is de hoogste berg aan de Tsjechische kant en de Fichtelberg (1215 m) is de hoogste berg aan de Duitse zijde van het gebergte. Naar het westen toe gaat het Ertsgebergte over in het veel lagere Elstergebergte en het Beierse Fichtelgebergte. De oostelijke voortzetting van het Ertsgebergte wordt gevormd door het Elbezandsteengebergte met daarachter de Sudeten. Naar het noorden toe gaat het Ertsgebergte over in heuvels waar de steden Zwickau en Chemnitz liggen. Aan de oostkant van het Ertsgebergte ligt het Elbedal met daarin de stad Dresden.
De huidige Duits-Tsjechische grens komt voor het grootste deel overeen met de grenslijn, die in 1459 tussen Bohemen en het Keurvorstendom Saksen (1423-1485) werd overeengekomen in het Verdrag van Eger. Alleen in 1546 vond nog een grenswijziging van betekenis plaats.
Tijdens de middeleeuwen was het gebergte dicht bebost. De ontdekking van zilver- en tinertsen in de 15e eeuw zorgde ervoor dat het gebergte bewoond werd en ten dele ontbost raakte. Het Zweite Berggeschrey, de tweede met een goudkoorts te vergelijken mijnbouw-hausse in het Ertsgebergte, rond 1500, bracht ook het ontstaan van nieuwe zogenaamde bergsteden teweeg. Toen de ertsrijkdommen steeds schaarser werden, zocht men alternatieven voor inkomsten, zoals de productie van houten speelgoed. Watermolens, die tot de 18e eeuw als stampmolens (Pochwerke) voor o.a. tinerts dienden, werden omgebouwd en dreven daarna eenvoudige houtdraaimachines aan.
Het mijnbouwverleden is in de vorm van industrieel erfgoed bewaard gebleven in verscheidene mijnbouwmusea en museum-mijnen (Besucherbergwerke).
Een meer sinister aspect van de mijnbouw betreft, vooral aan de Tsjechische kant van de huidige grens, de inzet van dwangarbeiders e.d. tijdens de nazi-tijd en de Tweede Wereldoorlog. Zo was er bij het van 1938-1945 in het gebied der Sudeten-Duitsers gelegen Schlackenwerth in de laatste twee oorlogsjaren een buitencommando van concentratiekamp Flossenbürg gevestigd. Ook werd in het gebied van 1951-1958 uranium gedolven, onder omstandigheden, die veel mijnwerkers door stralingsziekte een voortijdige dood deden sterven. Hieraan zijn, vooral na 1994, talrijke gedenkplaatsen, monumenten e.d. gewijd. Beklemmend is de locatie rondom de Věž smrti Vykmanov, de Rode Toren des Doods. Deze lag bij een werk- en strafkamp (Vykmanov I) van de communistische regering van Tsjecho-Slowakije bij Ostrov nad Ohří. De gevangenen moesten hier uraniumerts sorteren; de toren was een opslagruimte. Het kamp was van 1951 tot 1956 in bedrijf. Aan de Duitse kant van de grens werd de uraniumwinning tussen 1946 en 1990 grootschalig uitgevoerd door het grotendeels Sovjet-Russische staatsbedrijf Wismut. Zie o.a.: Aue-Bad Schlema, een gemeente  met  destijds belangrijke uraniumwinning. Na 1991 is men de door deze mijnbouw ernstig aangetaste gebieden tegen in de miljarden euro lopende kosten gaan saneren.
Omdat er veel bruikbaar beuken- en lindenhout beschikbaar was en is, begon men met het snijden van houten beeldjes en houten speelgoed. De bekendste vormen zijn de zogenoemde Nußknacker (notenkrakers), Schwibbogen en Räuchermännchen, die in allerlei maten en varianten beschikbaar zijn. In het plaatsje Borstendorf werden schaakstukken gemaakt. De plaatsen Seiffen, waar een openluchtmuseum aan deze bedrijfstak is gewijd, en Grünhainichen zijn productiecentra op dit gebied.
Er zijn kastelen te bezichtigen en wandelingen in de natuur te maken. Voor wielrenners is het een pittig gebied met hellingen tot 14%. De omgeving van Fichtelberg / Oberwiesenthal leent zich voor de wintersport. In de adventstijd behoren kerstmarkten tot het culturele erfgoed. Chemnitz is in de jaren na die Wende sterk gemoderniseerd en heeft grote winkelcentra en midden in het centrum (Roter Turm) een dagmarkt.
In Steinheidel in de gemeente Breitenbrunn heeft de Staahaadler Aff (Aap van Steinheidel) bekendheid, een mandolineorchestrion uit de 19e eeuw. Uit het gebied van het Ertsgebergte zijn de Weihnachtsberg en kerstpiramide bekend.

## Bergen in het Ertsgebergte
- Klínovec (Keilberg), 1244 m, hoogste berg van het Ertsgebergte
- Fichtelberg, 1215 m, hoogste berg van Sachsen
- Božídarský Špičák (Gottesgaber Spitzberg), 1115 m
- Meluzína (Wirbelstein), 1094 m
- Blatenský vrch (Plattenberg), 1043 m
- Eisenberg (Erzgebirge), 1028 m
- Plešivec (Pleßberg), 1028 m
- Auersberg, 1019 m
- Einsberg, 1003 m
- Taufichtig, 1001 m
- Jelení hora (Haßberg), 993 m
- Tisovský vrch, 976 m
- Velký Špičák, 965 m
- Brückenberg, 964 m
- Loučná (Wieselstein), 956 m, hoogste berg van het Osterzgebirge
- Kamenáč (Aschberg), 936 m
- Rehhübel, 932 m
- Riesenberg (Erzgebirge), 923 m
- Na strašidlech, 913 m
- Rabenberg (Erzgebirge), 913 m
- Mědník (Kupferhübel), 910 m
- Kahleberg, 905 m
- Bärenstein, 898 m, tafelberg van basalt
- Fastenberg, 891 m
- Hirtstein, 888 m
- Leistnerhübel, 879 m
- Bouřňák (Stürmer), 869 m
- Stropník, 856 m
- Ochsenkopf bei Rittersgrün, 836 m
- Pöhlberg, 832 m, tafelberg van basalt
- Geisingberg, 824 m
- Ochsenkopf bei Jägerhaus, 823
- Morgenleithe, 811 m
- Komáří hůrka (Mückenberg), 808 m, bekend van het Mückentürmchen
- Scheibenberg, 807 m, tafelberg van basalt
- Drachenkopf bei Nassau, 805 m
- Olověný vrch, 802 m
- Sauberg, 797 m
- Schwartenberg, 789 m
- Kohlhaukuppe, 786 m
- Adlerfels, 778 m
- Schatzenstein, 760 m
- Greifensteine, 731 m
- Spiegelwald, 728 m
- Špičák (Sattelberg), 723 m
- Nakléřovská vyšina, 703 m

## Rivieren
Van west naar oost:
- Zwota (Tsjechisch: Svatava)
- Rolava (Duits: Rohlau)
- Zwickauer Mulde
  - Schwarzwasser
  - Chemnitz
    - Zwönitz
- Freiberger Mulde
  - Zschopau
    - Flöha
- Rote Weißeritz en Wilde Weißeritz
- Müglitz
- Gottleuba

## Natuurgebieden
- Duitsland
  - SPA-Gebiet Westerzgebirge
  - FFH-Gebiet Große Bockau
  - Naturschutzgroßprojekt Bergwiesen im Osterzgebirge
  - NSG Geisingberg, 314,00 ha
  - NSG Georgenfelder Hochmoor, 12,45 ha
  - NSG Fürstenauer Heide (Birkhuhn-Schutzgebiet (reservaat) bij Fürstenau (Geising)), 7,24 ha
  - NSG Kleiner Kranichsee, 28,97 ha
  - NSG Großer Kranichsee, 611,00 ha
  - NSG Hermannsdorfer Wiesen, 185,00 ha
- Tsjechië
  - NPR Božídarské rašeliniště, 929,57 ha (1965)
  - NPR Velké jeřábí jezero, 26,9 ha (1938)
  - NPR Velký močál, 50,27 ha (1969)
  - NPR Novodomské rašeliniště, 230 ha (1967)
  - PR Natuurgebied Černý rybník, bij Černý rybník, 32,56 ha (1993)
  - PR Malé jeřábí jezero, 6,02 ha (1962)
  - PR Natuurgebied Ryžovna bij Ryžovna, 20 ha

## Externe links

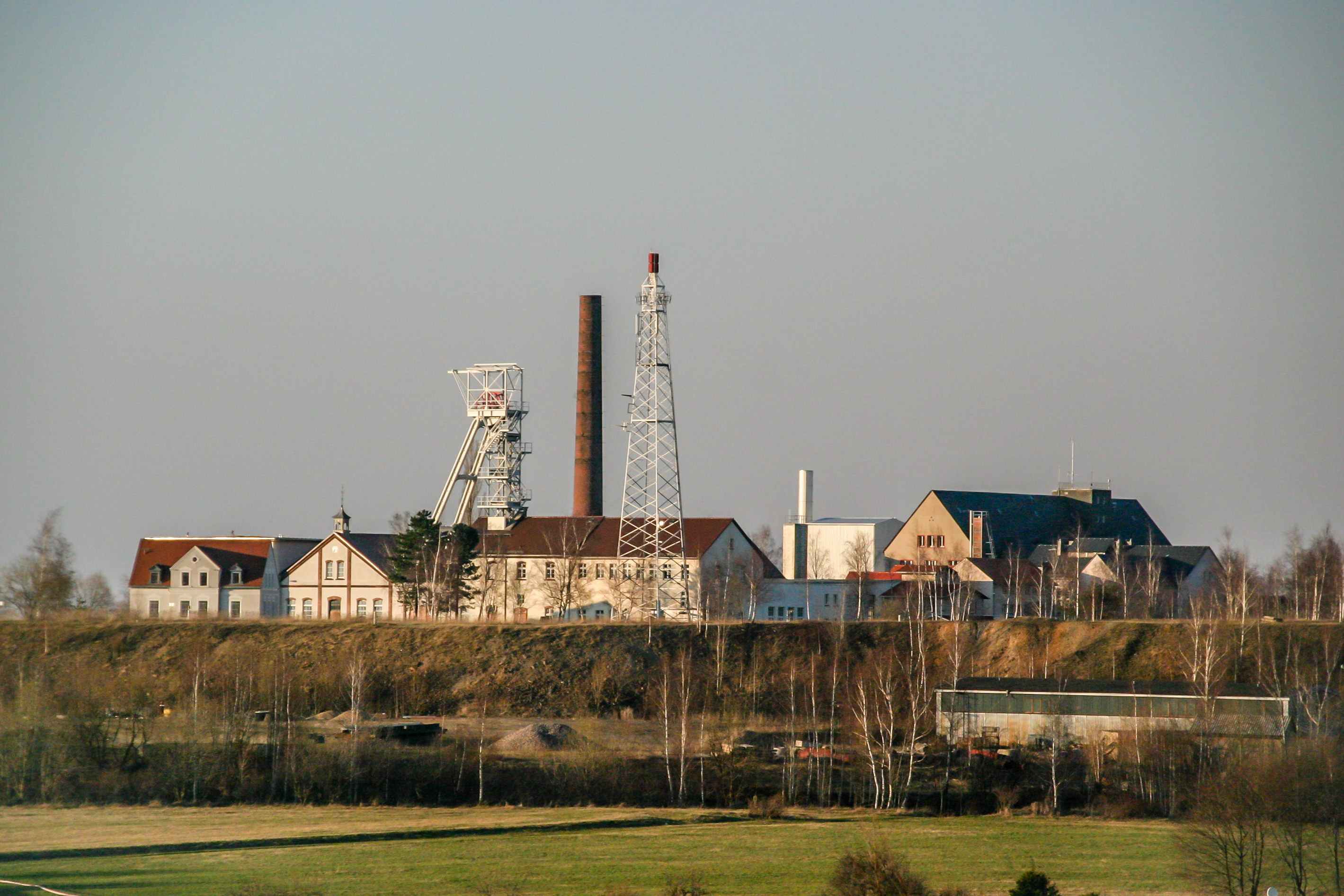
Zilvermijn Reiche Zeche in de Himmelfahrt Fundgrube te Freiberg
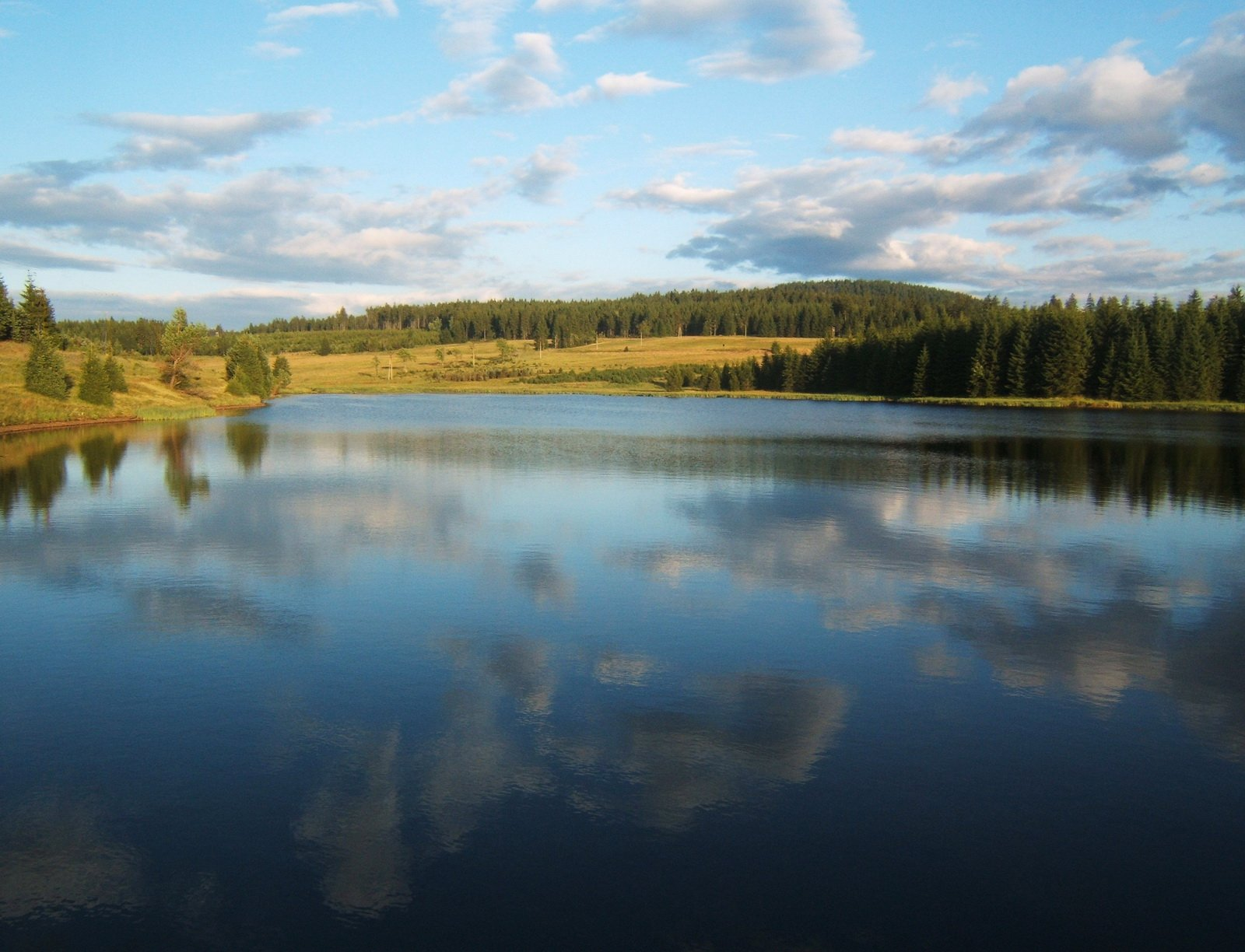
Een stuwmeer in het Ertsgebergte
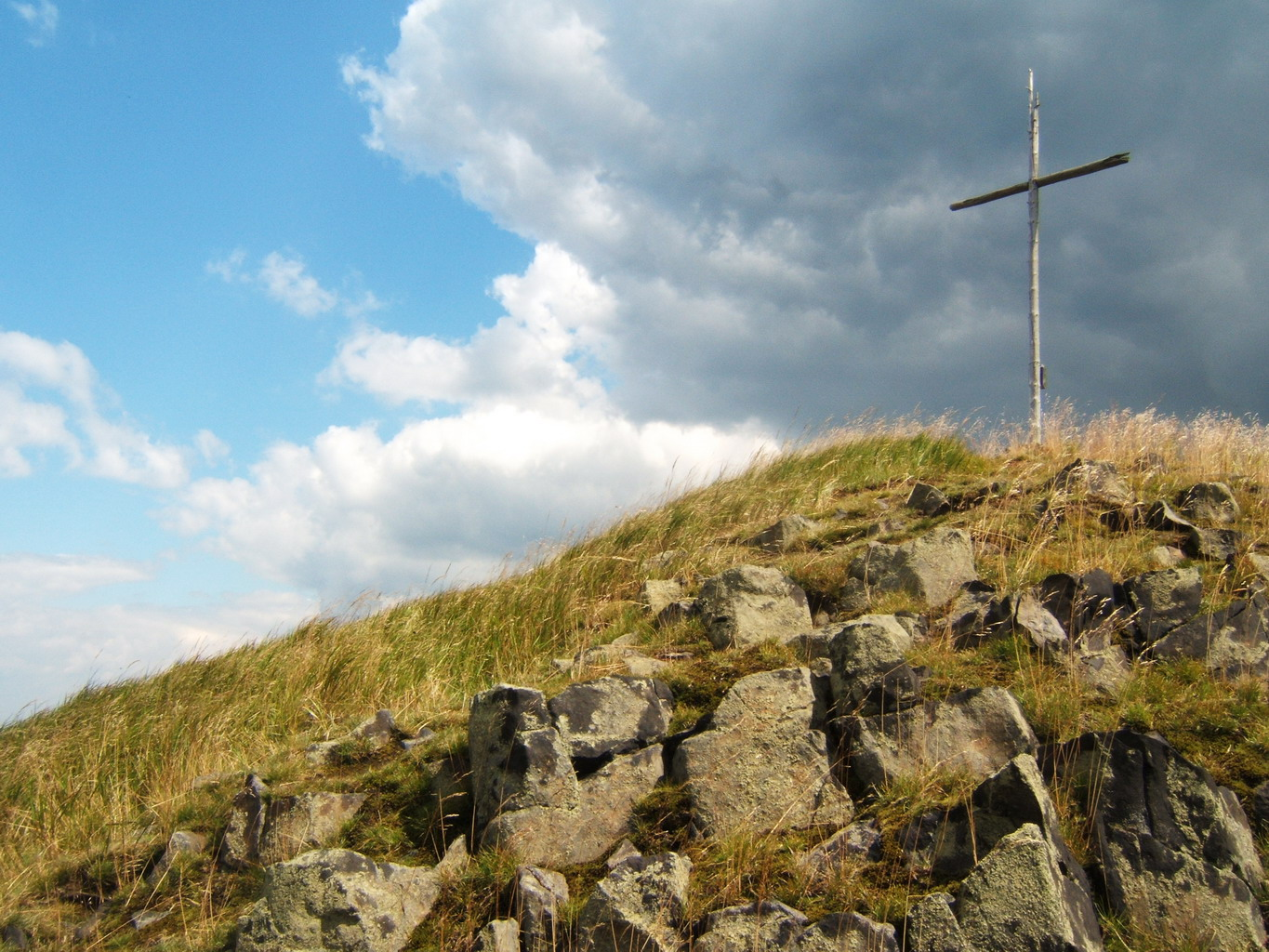
De top van Velky Spicak
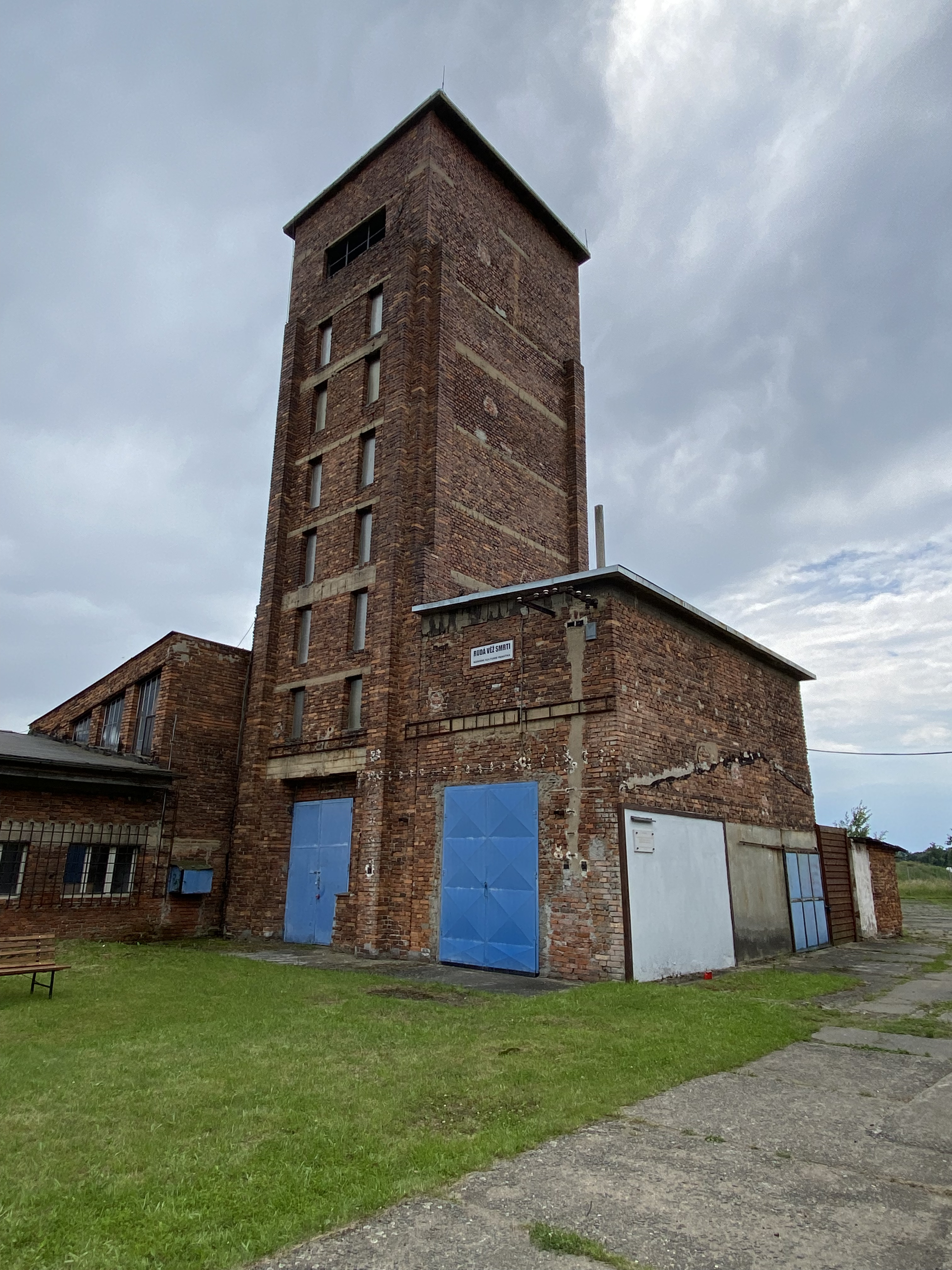
Rode Toren des Doods